# Søren Reese
Søren Reese (ur. 29 lipca 1993 w Ingstrup) – duński piłkarz występujący na pozycji obrońcy w Fremad Amager. W trakcie swojej kariery grał także w takich klubach, jak Jammerbugt FC, Viborg FF, Esbjerg fB, Zagłębie Lubin, AC Horsens, SønderjyskE Fodbold oraz FC Midtjylland.